# 클렙토그래피
클렙토그래피(kleptography)는 모티 융과 그의 제자 아담 영(Adam L. Young)이 창시한 암호학의 응용분야로, 정보를 훔치는 방법을 연구하는 암호바이러스학의 세부분야이다.
클렙토그래피는 정보를 안전하게 그리고 잠재의식적으로 훔치는 연구이다. 이 용어는 애덤 영과 모티 융이 Proceedings of Advances in Cryptology – Crypto '96에서 소개했다. 클렙토그래피는 암호바이러스학의 하위 분야이며 샌디아 국립 연구소에서 거스 시몬스(Gus Simmons)가 개척한 잠재의식 채널 이론을 자연스럽게 확장한 것이다. 클렙토그래피 백도어는 동의어로 비대칭 백도어라고도 한다. 클렙토그래피는 암호화 시스템 및 암호화 프로토콜을 통한 안전하고 비밀스러운 통신을 포함한다. 이는 그래픽, 비디오, 디지털 오디오 데이터 등을 통해 은밀한 통신을 연구하는 스테가노그래피를 연상시키기는 하지만 동일하지는 않다.